# Ачильер, Габриэль
Габриэ́ль Эдуа́рдо Ачилье́р Сури́та (исп. Gabriel Eduardo Achilier Zurita; 24 марта 1985, Мачала, Эквадор) — эквадорский футболист, защитник и капитан мексиканского клуба «Монаркас Морелия» и игрок сборной Эквадора.

## Карьера

### Клубная
Габриэль Ачильер начинал карьеру футболиста в клубе «Депортиво Оро», с которым выступал в третьем дивизионе чемпионата Эквадора в 2002 году. 2003 год защитник провёл в клубе высшего дивизиона «Депортиво Куэнка». С 2004 по 2006 год Ачильер выступал за клуб «ЛДУ Лоха», а следующие два года — за «Депортиво Асогес».
В 2009 году Ачильер перешёл в «Эмелек». В составе этого клуба футболист трижды подряд становился вице-чемпионом Эквадора, а в 2013 и 2014 году выиграл чемпионат страны.

### В сборной
Габриэль Ачильер дебютировал в сборную Эквадора в 2008 году, сыграв 1 матч. Затем до 2011 года защитник не играл за национальную команду. В 2011 году футболист попал в заявку эквадорцев на кубок Америки и сыграл на турнире 18 минут в матче (против сборной Бразилии).
В рамках отборочного турнира к чемпионату мира 2014 Ачильер сыграл 7 матчей и попал в заявку сборной на финальную часть турнира.
Летом 2019 года был приглашён в сборную для участия в Кубке Америки, которой состоялся в Бразилии. Во втором матче против Чили был удалён, а его команда уступила 1:2.

## Достижения
- Чемпион Эквадора (3): 2013, 2014, 2015
- Вице-чемпион Эквадора (3): 2010, 2011, 2012